# VW Amarok I
Der VW Amarok (Typ 2H) ist ein Pick-up der Marke Volkswagen, der seit 2010 produziert wird. Die Produktion in Hannover und der Vertrieb in Europa endeten im Mai 2020, während die Produktion in Südamerika fortgesetzt wird. Vom Amarok I wurden über 830.000 Stück hergestellt. Die zweite Generation des Amarok debütierte im Juli 2022 und wird seit Januar 2023 verkauft.

## Namensgebung
Amarok ist der Name eines wolfsähnlichen Wesens in der Mythologie der Eskimos.
Der VW Amarok war als offizielles Begleitfahrzeug der Rallye Dakar in Chile und Argentinien im Januar 2010 erstmals öffentlich zu sehen.

## Studie „Robust Pickup“

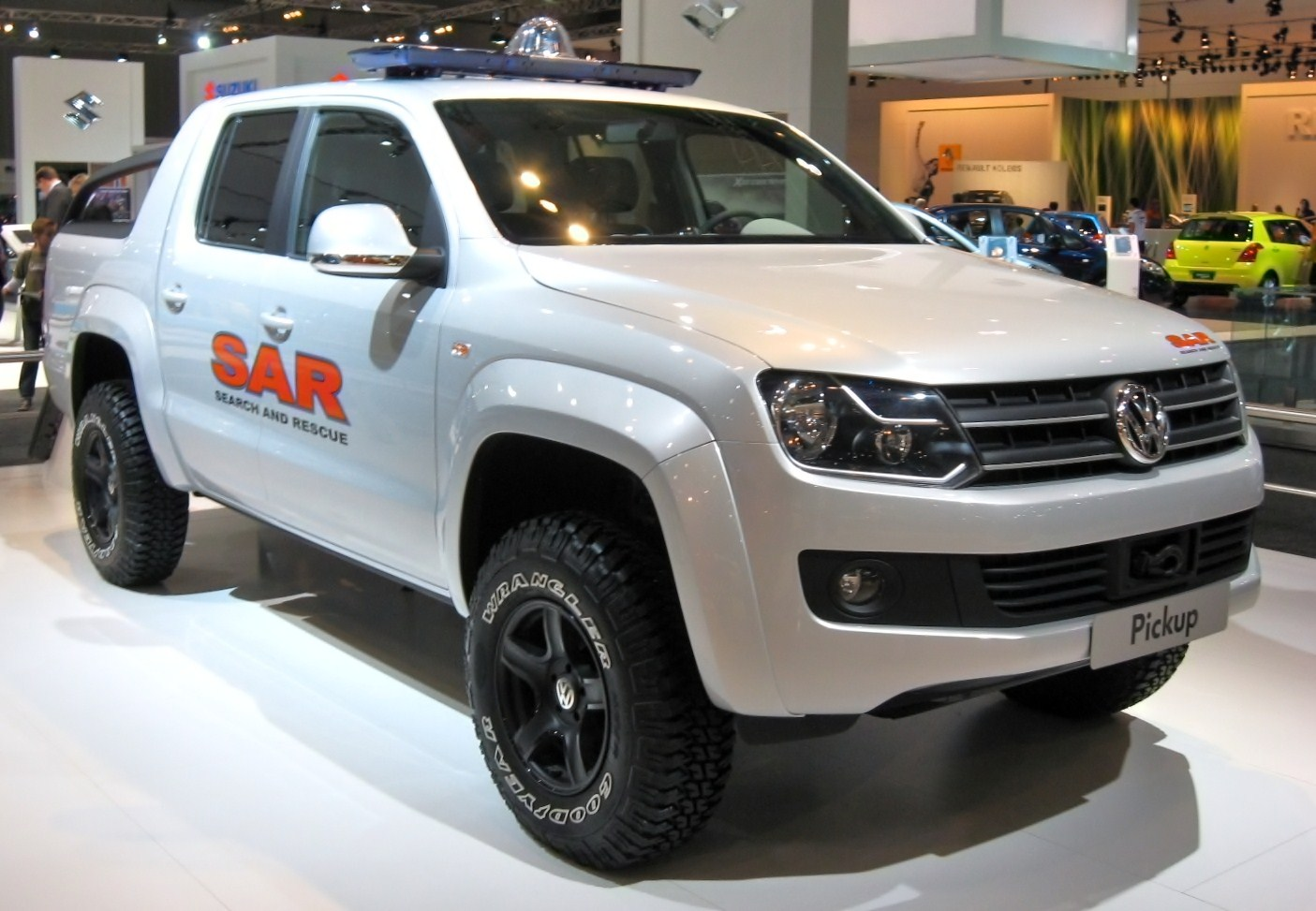
Studie „Robust Pickup“ (2008)

Der Amarok basiert direkt auf dem Konzeptfahrzeug Robust Pickup (RPU), das erstmals 2008 auf der IAA für Nutzfahrzeuge präsentiert wurde.

## Maße und Ausstattung
Der Pickup mit der VW-Modellbezeichnung VWN817 ist 5,25 Meter lang, hat eine Doppelkabine und eine Ladefläche von 2,52 Quadratmetern. Seit Frühjahr 2011 gab es auch eine Version mit Einzelkabine und entsprechend längerer Ladefläche. Die Ladepritsche ist bei der Doppelkabine 1,55 Meter lang. Mit dieser Ladeflächengröße wird er in Deutschland nicht als Lkw eingestuft und kann daher nicht mehr nach zulässigem Gesamtgewicht besteuert werden. Diese Regelung wird seit Übernahme der Steuerangelegenheiten von Kfz durch den Zoll nicht mehr angewendet. Die Zuladung beträgt bis zu 1,15 Tonnen.
Wahlweise ist ein 2,0-Liter-Bi-Turbo-Dieselmotor mit 120 kW (163 PS) oder ein 2,0-Liter-Turbo-Dieselmotor mit 90 kW (122 PS) erhältlich. Das Basismodell hat Hinterradantrieb. Auf Wunsch ist ein permanenter Allradantrieb mit Torsendifferenzial oder ein manuell zuschaltbarer Allradantrieb mit Untersetzung sowie eine Differenzialsperre der Hinterachse erhältlich. Das Fahrzeug hat einen Kastenrahmen, vorn einzeln an doppelten Dreieckslenkern mit Feder-Dämpfer-Einheiten aufgehängte Räder, eine Zahnstangenlenkung und eine an Blattfedern aufgehängte starre Hinterachse. Vorn gibt es innenbelüftete Scheibenbremsen, hinten Trommelbremsen.
Seit Herbst 2011 konnte auch ein Hardtop direkt vom Hersteller bestellt werden. Im Januar 2012 kam in Australien der Amarok auch mit dem 2,0-Liter-TSI-Motor mit 118 kW (160 PS) und Hinterradantrieb ins Programm.
Beim GTI-Treffen am Wörthersee (2013) wurde eine Pickup-Studie vorgestellt. Dieser Amarok hat einen 202 kW (275 PS) starken 3,0-Liter-V6-Dieselmotor mit einem maximalen Drehmoment von 600 Nm.
Im September 2016 kam eine überarbeitete Version des Amarok in den Handel. Angetrieben wird dieses Modell von einem Dreiliter-V6-Dieselmotor, der auch im Audi A6 oder im VW Touareg eingebaut ist. Dieser Motor kommt im Amarok in mehreren Leistungsstufen zwischen 120 kW (163 PS) und 190 kW (258 PS) zum Einsatz; die schwächste war seit Frühjahr 2017 erhältlich. Grund für die Umstellung war die dem vorherigen Motor fehlende Euro-6-Tauglichkeit, die seit September 2016 auch für leichte Nutzfahrzeuge vorgeschrieben ist. Eine weitere Modellpflege erfolgte im August 2024.

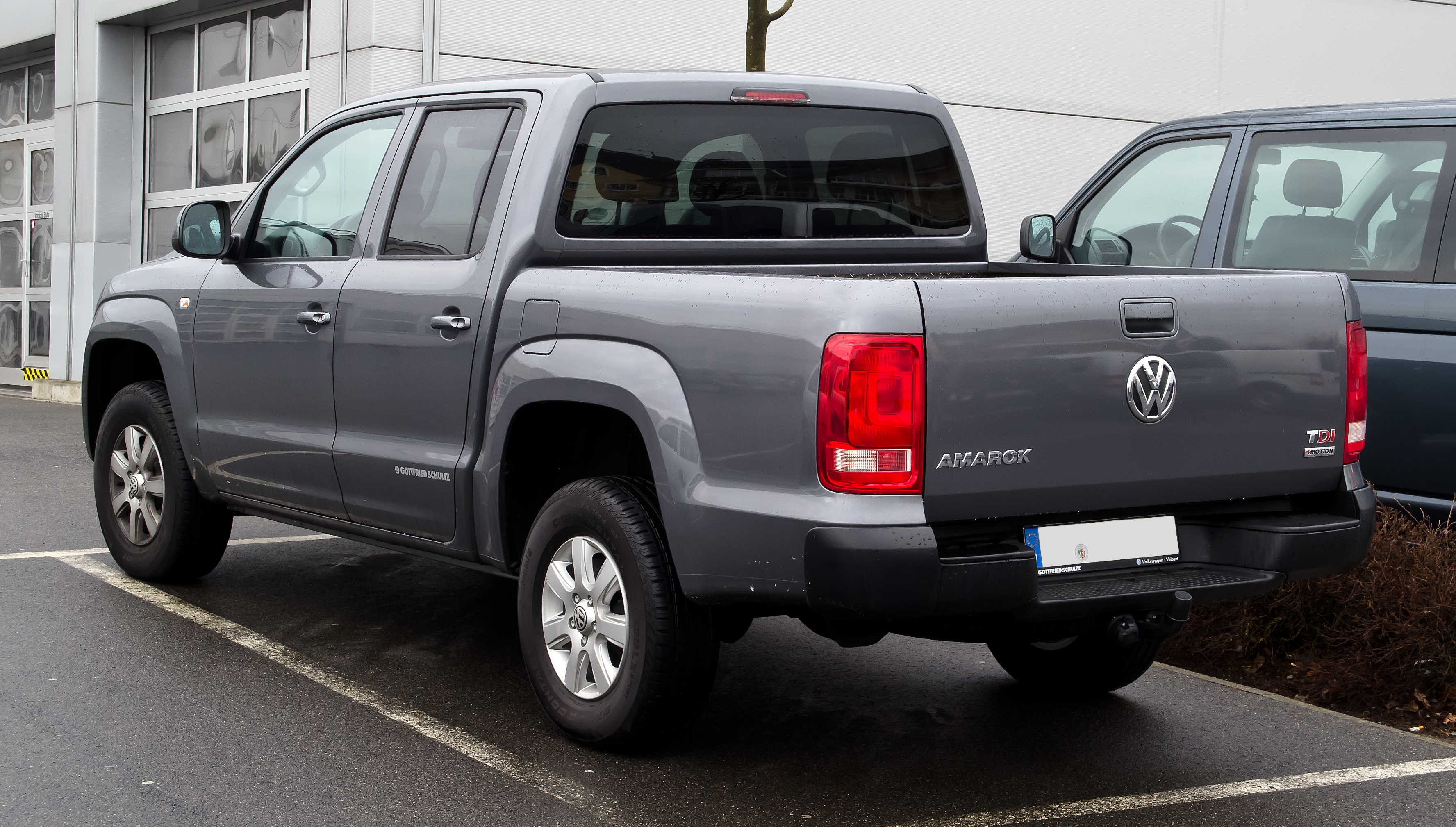
Heckansicht
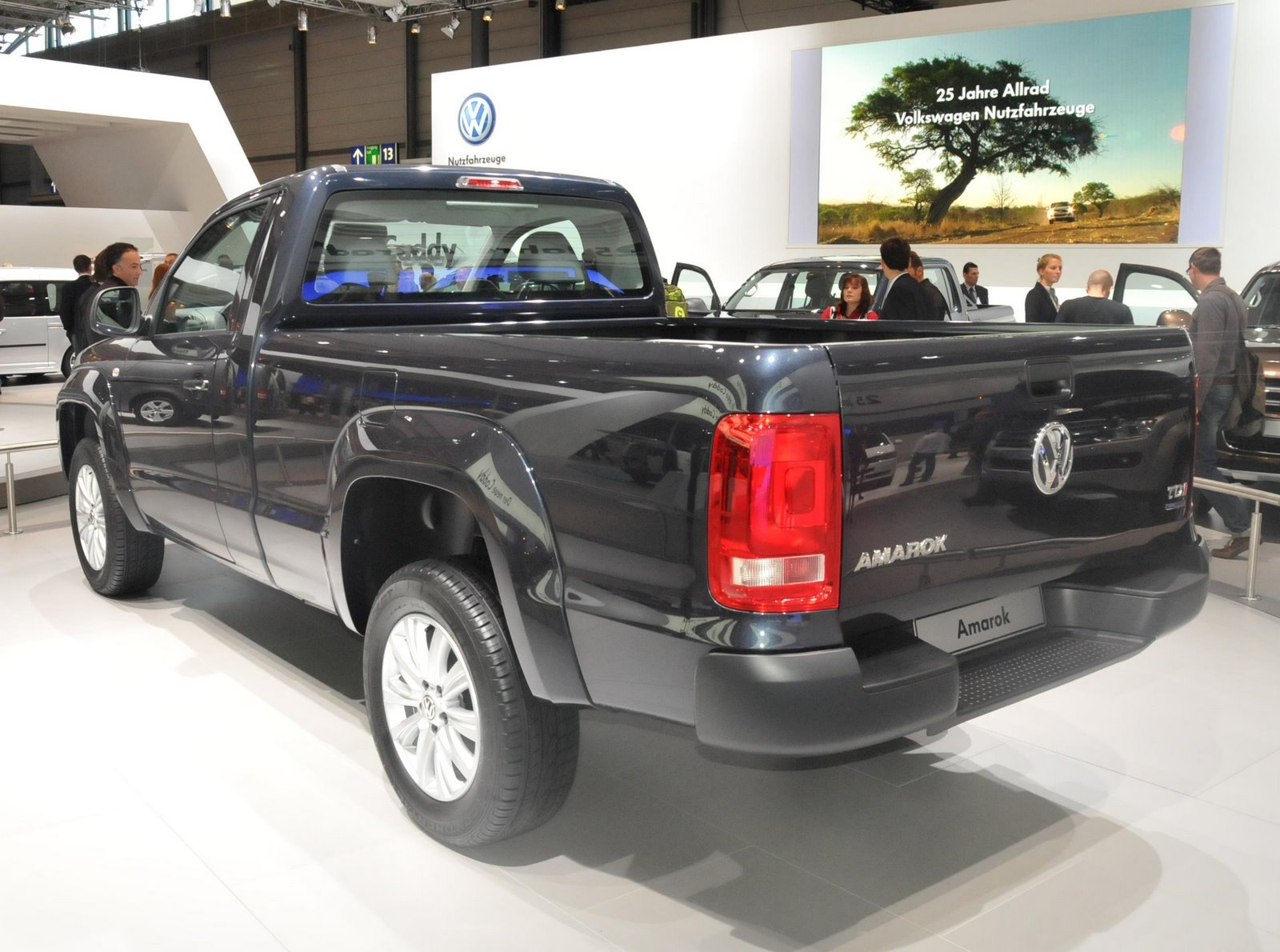
VW Amarok Einzelkabine (2011–2016)
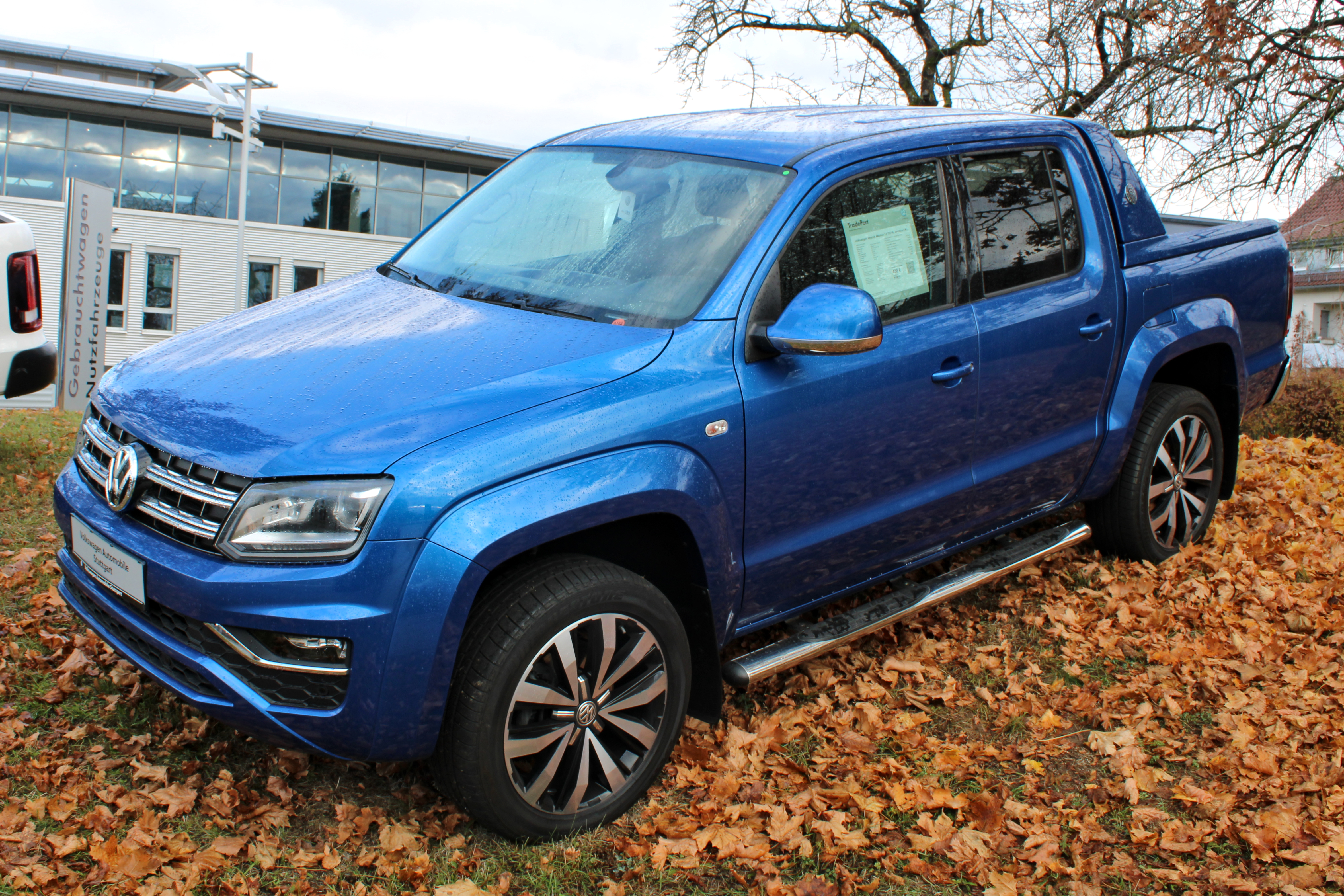
VW Amarok Doppelkabine (2016–2024)
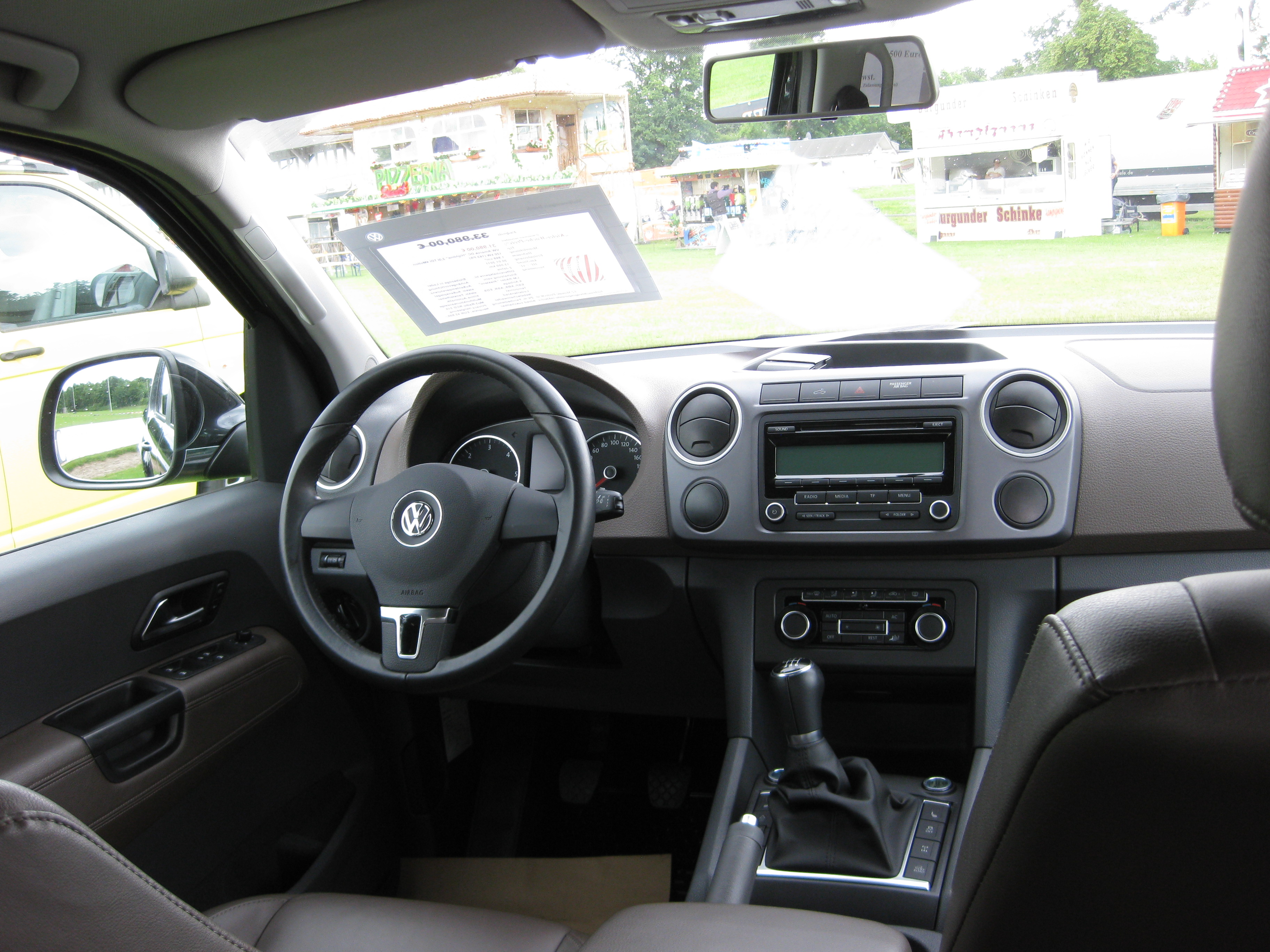
Cockpit (2011–2016)
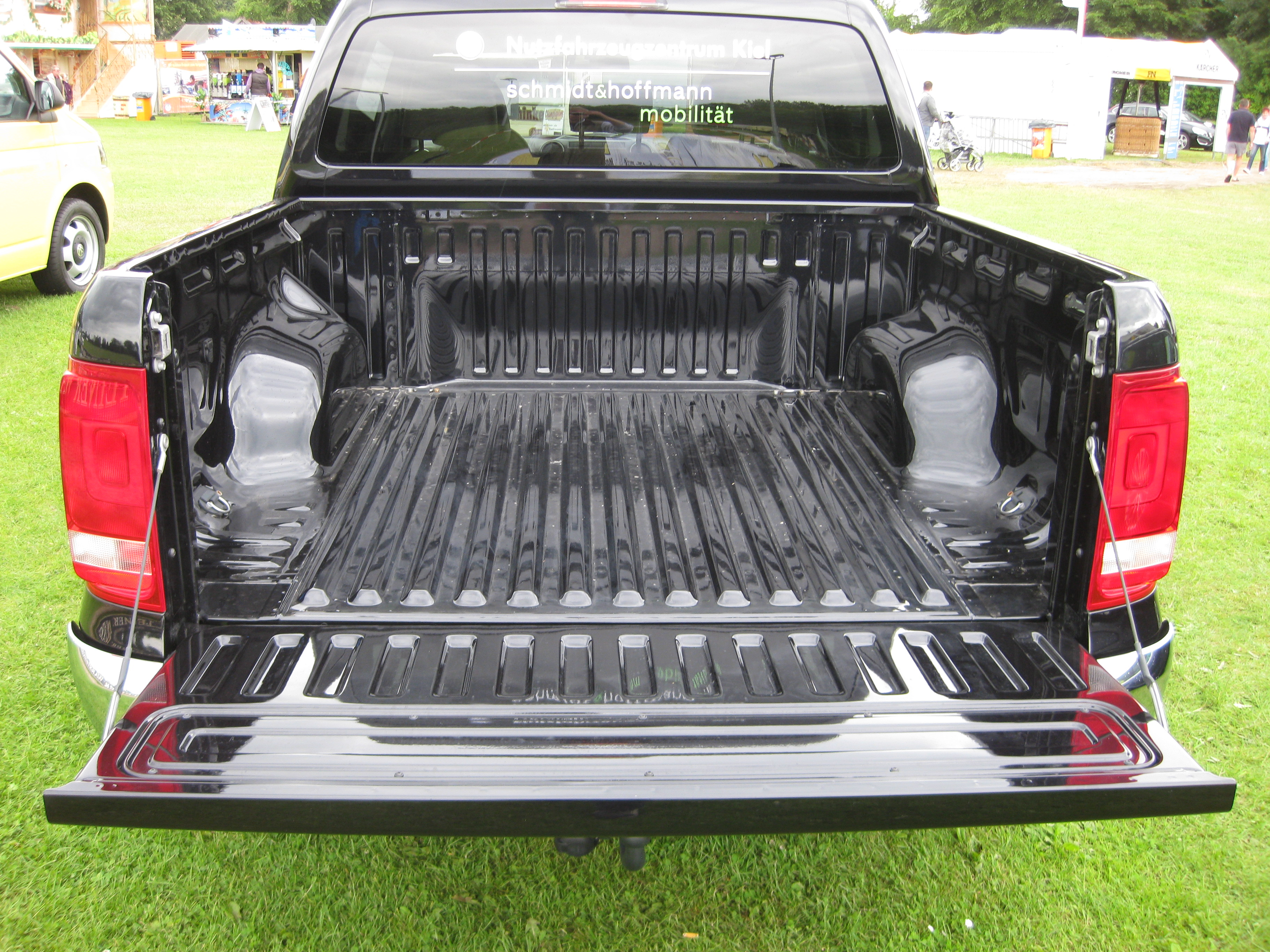
Blick auf die Ladefläche
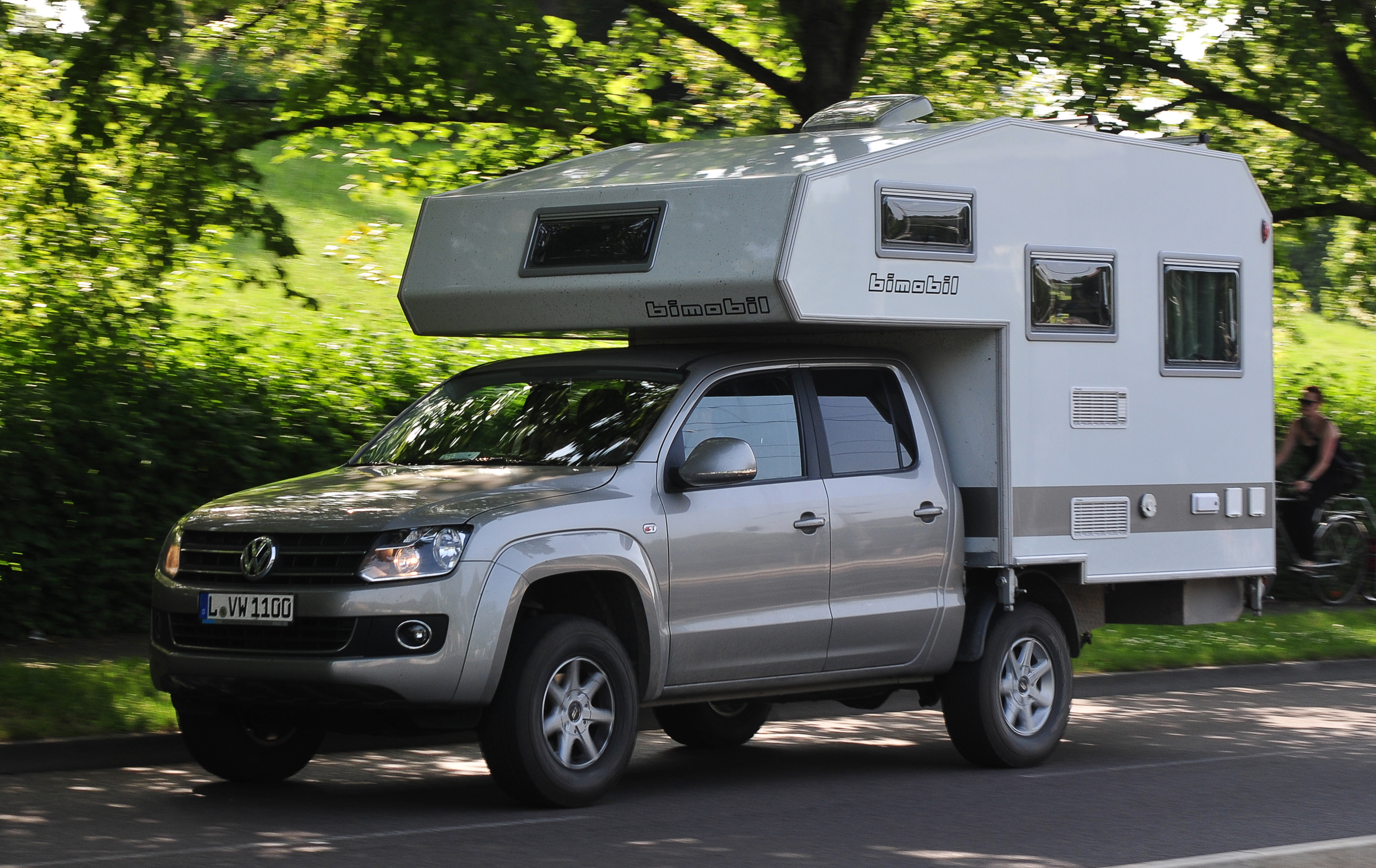
Amarok als Wohnmobil

## Sicherheit
| Sonstige Messwerte            | Sonstige Messwerte              |
| ----------------------------- | ------------------------------- |
| Sterne im Euro NCAP-Crashtest | 4 Sterne im Euro-NCAP-Crashtest |

Beim Euro NCAP-Crashtest im November 2010 erreichte der VW Amarok 31 Punkte (86 %) beim Insassenschutz und 17 Punkte (47 %) im Fußgängerschutz. In der Gesamtwertung erhielt er vier von fünf Sternen.

## Technische Daten
|                                                | 2.0 TDI                                                            | 2.0 TDI 4Motion                                                    | 2.0 TDI                                                            | 2.0 TDI 4Motion                                                    | 2.0 TDI                                                            | 2.0 TDI 4Motion                                                    | 2.0 TDI                                                            | 2.0 TDI 4Motion                                                    | 3.0 TDI                                                         | 3.0 TDI 4Motion                                                 | 3.0 TDI 4Motion                                                 | 3.0 TDI 4Motion                                                 | 2.0 TSI                                                    |
| ---------------------------------------------- | ------------------------------------------------------------------ | ------------------------------------------------------------------ | ------------------------------------------------------------------ | ------------------------------------------------------------------ | ------------------------------------------------------------------ | ------------------------------------------------------------------ | ------------------------------------------------------------------ | ------------------------------------------------------------------ | --------------------------------------------------------------- | --------------------------------------------------------------- | --------------------------------------------------------------- | --------------------------------------------------------------- | ---------------------------------------------------------- |
| Bauzeitraum                                    | 03/2010–11/2012                                                    | 03/2010–11/2012                                                    | 11/2012–06/2016                                                    | 11/2012–06/2016                                                    | 03/2010–05/2012                                                    | 03/2010–05/2012                                                    | 06/2012–09/2016                                                    | 11/2011–09/2016                                                    | 09/2017–05/2020                                                 | 09/2016–05/2020                                                 | seit 09/2016*                                                   | seit 04/2018*                                                   | 01/2012–05/2020**                                          |
| Motorbaureihe                                  | VW EA189                                                           | VW EA189                                                           | VW EA189                                                           | VW EA189                                                           | VW EA189                                                           | VW EA189                                                           | VW EA189                                                           | VW EA189                                                           | VW EA897 evo                                                    | VW EA897 evo                                                    | VW EA897 evo                                                    | VW EA897 evo                                                    |                                                            |
| Motortyp                                       | Vierzylinder-Dieselmotor in Reihenbauart, Common-Rail-Einspritzung | Vierzylinder-Dieselmotor in Reihenbauart, Common-Rail-Einspritzung | Vierzylinder-Dieselmotor in Reihenbauart, Common-Rail-Einspritzung | Vierzylinder-Dieselmotor in Reihenbauart, Common-Rail-Einspritzung | Vierzylinder-Dieselmotor in Reihenbauart, Common-Rail-Einspritzung | Vierzylinder-Dieselmotor in Reihenbauart, Common-Rail-Einspritzung | Vierzylinder-Dieselmotor in Reihenbauart, Common-Rail-Einspritzung | Vierzylinder-Dieselmotor in Reihenbauart, Common-Rail-Einspritzung | Sechszylinder-Dieselmotor in V-Bauart, Common-Rail-Einspritzung | Sechszylinder-Dieselmotor in V-Bauart, Common-Rail-Einspritzung | Sechszylinder-Dieselmotor in V-Bauart, Common-Rail-Einspritzung | Sechszylinder-Dieselmotor in V-Bauart, Common-Rail-Einspritzung | Vierzylinder-Ottomotor in Reihenbauart, Direkteinspritzung |
| Motoraufladung                                 | Turbolader                                                         | Turbolader                                                         | Turbolader                                                         | Turbolader                                                         | BiTurbo                                                            | BiTurbo                                                            | BiTurbo                                                            | BiTurbo                                                            | Turbolader                                                      | Turbolader                                                      | Turbolader                                                      | Turbolader                                                      | Turbolader                                                 |
| Hubraum                                        | 1968 cm³                                                           | 1968 cm³                                                           | 1968 cm³                                                           | 1968 cm³                                                           | 1968 cm³                                                           | 1968 cm³                                                           | 1968 cm³                                                           | 1968 cm³                                                           | 2967 cm³                                                        | 2967 cm³                                                        | 2967 cm³                                                        | 2967 cm³                                                        | 1984 cm³                                                   |
| max. Leistung bei min−1                        | 90 kW (122 PS) / 3750                                              | 90 kW (122 PS) / 3750                                              | 103 kW (140 PS) / 3500                                             | 103 kW (140 PS) / 3500                                             | 120 kW (163 PS) / 4000                                             | 120 kW (163 PS) / 4000                                             | 132 kW (180 PS) / 4000                                             | 132 kW (180 PS) / 4000                                             | 120 kW (163 PS) / 2750–4500                                     | 150 kW (204 PS) / 3000–4500                                     | 165 kW (224 PS) / 3000–4500                                     | 190 kW (258 PS) / 3250–4500                                     | 118 kW (160 PS) / 3750                                     |
| max. Drehmoment bei min−1                      | 340 Nm / 1750–2250                                                 | 340 Nm / 1750–2250                                                 | 340 Nm / 1600–2250                                                 | 340 Nm / 1600–2250                                                 | 400 Nm / 1500–2000                                                 | 400 Nm / 1500–2000                                                 | 400 Nm / 1500–2250 (420 Nm / 1750)***                              | 400 Nm / 1500–2250 (420 Nm / 1750)***                              | 450 Nm / 1250–2500                                              | 500 Nm / 1250–2750                                              | 550 Nm / 1400–2750                                              | 580 Nm / 1250–3250                                              | 300 Nm / 1600–3750                                         |
| Antriebsart, serienmäßig                       | Hinterradantrieb                                                   | Allradantrieb                                                      | Hinterradantrieb                                                   | Allradantrieb                                                      | Hinterradantrieb                                                   | Allradantrieb                                                      | Hinterradantrieb                                                   | Allradantrieb                                                      | Hinterradantrieb                                                | Allradantrieb                                                   | Allradantrieb                                                   | Allradantrieb                                                   | Hinterradantrieb                                           |
| Getriebeart, serienmäßig                       | 6-Gang-Schaltgetriebe                                              | 6-Gang-Schaltgetriebe                                              | 6-Gang-Schaltgetriebe                                              | 6-Gang-Schaltgetriebe                                              | 6-Gang-Schaltgetriebe                                              | 6-Gang-Schaltgetriebe                                              | 6-Gang-Schaltgetriebe                                              | 6-Gang-Schaltgetriebe                                              | 6-Gang-Schaltgetriebe                                           | 6-Gang-Schaltgetriebe                                           | 8-Gang-Automatikgetriebe                                        | 8-Gang-Automatikgetriebe                                        | 6-Gang-Schaltgetriebe                                      |
| Getriebeart, optional                          | –                                                                  | –                                                                  | –                                                                  | –                                                                  | –                                                                  | –                                                                  | 8-Gang-Automatikgetriebe                                           | 8-Gang-Automatikgetriebe                                           | –                                                               | 8-Gang-Automatikgetriebe                                        | –                                                               | –                                                               |                                                            |
| Leergewicht                                    | 1872–2064 kg                                                       | 1948–2168 kg                                                       | 1797–2248 kg                                                       | 1875–2345 kg                                                       | 1882–2074 kg                                                       | 1958–2178 kg                                                       | 1911–2178 kg                                                       | 2005–2178 kg                                                       | 2069–2177 kg                                                    | 2010–2145 kg                                                    | 2078–2095 kg                                                    | 2241–2324 kg                                                    | 1737–1842 kg                                               |
| maximale Zuladung                              | 778–1147 kg                                                        | 673–1057 kg                                                        | 572–1243 kg                                                        | 475–1165 kg                                                        | 768–1137 kg                                                        | 663–1047 kg                                                        |                                                                    |                                                                    | 743–831 kg                                                      | 545–1053 kg                                                     | 596–679 kg                                                      | 545–985 kg                                                      |                                                            |
| Anhängelast, gebremst                          | 2800 kg                                                            | 2800 kg                                                            | 2800–3000 kg                                                       | 2800–3000 kg                                                       | 2800 kg                                                            | 2800 kg                                                            | 2800–3000 kg                                                       | 2800–3000 kg                                                       | 2900–3000 kg                                                    | 3300–3500 kg                                                    | 3300–3500 kg                                                    | 3300 kg                                                         | 3000 kg                                                    |
| Beschleunigung 0–100 km/h                      | 13,5 s                                                             | 13,7 s                                                             | 12,6–13,3 s                                                        | 12,6–13,5 s                                                        | 10,8 s                                                             | 11,1 s                                                             | 10,0–10,7 s                                                        | 10,3–11,0 s                                                        | 9,6–10,0 s                                                      | 8,3–9,2 s                                                       | 7,9–8,2 s                                                       | 7,3–7,6 s                                                       | k. A.                                                      |
| Höchstgeschwindigkeit                          | 163 km/h                                                           | 161 km/h                                                           | 163–169 km/h                                                       | 161–167 km/h                                                       | 182 km/h                                                           | 181 km/h                                                           | 178–184 km/h                                                       | 177–179 km/h                                                       | 171–180 km/h                                                    | 182–193 km/h                                                    | 185–193 km/h                                                    | 199–207 km/h                                                    |                                                            |
| Kraftstoffverbrauch auf 100 km (kombiniert)    | 7,3–7,4 l Diesel                                                   | 7,4–7,6 l Diesel                                                   | 6,8–7,7 l Diesel                                                   | 7,0–7,8 l Diesel                                                   | 7,6–7,7 l Diesel                                                   | 7,8–7,9 l Diesel                                                   | 7,4–7,5 l Diesel                                                   | 7,3–8,2 l Diesel                                                   | 8,1–9,2 l Diesel                                                | 7,6–9,2 l Diesel                                                | 8,0–8,9 l Diesel                                                | 8,4 l Diesel                                                    | 9,5–9,6 Super                                              |
| CO2-Emission, kombiniert                       | 192–194 g/km                                                       | 194–199 g/km                                                       | 179–202 g/km                                                       | 185–205 g/km                                                       | 199–203 g/km                                                       | 206–209 g/km                                                       | 185–194 g/km                                                       | 187–203 g/km                                                       | 213–242 g/km                                                    | 199–241 g/km                                                    | 210–233 g/km                                                    | 220 g/km                                                        | 226–228 g/km                                               |
| Abgasnorm nach EU-Klassifikation               | Euro 5                                                             | Euro 5                                                             | Euro 5                                                             | Euro 5                                                             | Euro 5                                                             | Euro 5                                                             | Euro 5                                                             | Euro 5                                                             | Euro 6                                                          | Euro 6                                                          | Euro 6                                                          | Euro 6                                                          | Euro 4                                                     |
| * In Europa bis 05/2020                        |                                                                    |                                                                    |                                                                    |                                                                    |                                                                    |                                                                    |                                                                    |                                                                    |                                                                 |                                                                 |                                                                 |                                                                 |                                                            |
| ** Australien                                  |                                                                    |                                                                    |                                                                    |                                                                    |                                                                    |                                                                    |                                                                    |                                                                    |                                                                 |                                                                 |                                                                 |                                                                 |                                                            |
| *** mit 8-Gang-Automatikgetriebe 420 Nm / 1750 |                                                                    |                                                                    |                                                                    |                                                                    |                                                                    |                                                                    |                                                                    |                                                                    |                                                                 |                                                                 |                                                                 |                                                                 |                                                            |